# Goiânia
Goiânia (phát âm tiếng Bồ Đào Nha: [ɡojˈjɐniɐ]), là thành phố ở trung nam Brasil, thành phố lớn nhất và là thủ phủ của bang Goiás. Thành phố nằm trên cao nguyên gần sông Meia Ponte. Với dân số gần 1,46 triệu người, Goiânia là thành phố lớn thứ 12 ở Brasil. Đây là hạt nhân của vùng đô thị có dân số hơn 2 triệu người, là vùng đô thị lớn thứ 11 ở quốc gia này. Đây là một thành phố có quy hoạch tốt. Về mặt giao thông, Gioânia được kết nối bằng đường sứt với Brasília. Các trường đại học ở đây gồm Đại học Liên bang Goiás (lập năm 1960) và Đại học Công giáo Goiás (lập năm 1959). Thành phố được xây dựng năm 1933 và thay thế Goiás làm thủ phủ bang năm 1937. 